# ع الزيرو (فلم)
ع الزيرو في إطار من الحركة والتشويق، تدور أحداث الفيلم حول (حمزة) الملقب بـ(دراجون)، ولديه طفل مريض يسعى لعلاجه لكن حالته المادية متعثرة، ثم تتطور الأحداث ليصبح واحدا من الأغنياء من خلال دخوله عالم تجارة الأعضاء البشرية.
يشارك محمد رمضان و نيلي كريم و شريف الدسوقي على موعد طرحه، حيث تم تحديد الموعد بدور السينما في أول أغسطس المقبل كما تم طرح بوسترات فردية لأبطال الفيلم، وهو من بطولة محمد رمضان ونيلي كريم، بالاشتراك مع الفنانين شريف الدسوقي و شريف سلامة و نخبة من النجوم.

## القصة
تدور أحداث فيلم ع الزيرو في إطار من التشويق والإثارة، حول حمزة الملقب بـ دراجون الذي يلعب دوره محمد رمضان، يعمل دي جي ويساعده الفنان إسلام إبراهيم، ولديه طفل مريض يسعى لعلاجه لكن حالته المادية متعثرة، ومن ثم تتطور الأحداث ليصبح واحدًا من الأغنياء من خلال دخوله عالم تجارة الأعضاء البشرية.

## وصلات خارجية
- مقالات تستعمل روابط فنية بلا صلة مع ويكي بيانات